# Le Blanc-bec
 (février 2012).
Si vous disposez d'ouvrages ou d'articles de référence ou si vous connaissez des sites web de qualité traitant du thème abordé ici, merci de compléter l'article en donnant les références utiles à sa vérifiabilité et en les liant à la section « Notes et références ».
Le Blanc-bec est la quatorzième histoire de la série Les Tuniques bleues de Lambil et Raoul Cauvin. Elle est publiée pour la première fois du no 2080 au no 2095 du journal Spirou, puis en album en 1979.

## Résumé
En permission à Fort Bow, le sergent Chesterfield et le caporal Blutch apprennent qu'Amélie Appeltown fête ses vingt ans en compagnie d'un élégant et distingué lieutenant, ce qui déprime Chesterfield, profondément amoureux d'Amélie. 
Lui et Blutch se rendent alors à City-Bow, accompagnés par leurs vieux amis les caporaux Tripps et Bryan. Au saloon, Chesterfield noie sa tristesse dans l'alcool. C'est alors que Lune-d'Argent, le fils du chef amérindien Loup-Gris, est surpris à l'entrée du saloon. Racistes, les villageois locaux malmènent l'enfant et lui font boire de l'alcool. Blutch intervient pour défendre Lune-d'Argent mais se fait repousser. 
Le caporal fait croire à Chesterfield que les agresseurs du jeune amérindien ont insulté Amélie Appeltown, le sergent est alors déchaîné, détruit le saloon et passe à tabac tous ceux qui s'y trouvent dans une violente rixe. Les soldats du fort interviennent, conduits par le jeune lieutenant qui dansait avec Amélie. 
La tension monte très vite entre le lieutenant et Chesterfield, qui s'insultent et se frappent mutuellement. Très énervé quand il revient au fort, le lieutenant tire sur le sergent mais blesse grièvement et accidentellement le fils de Loup Gris à la place, ce dernier ayant été emmené à Fort Bow par le patron du saloon en ruines, Charlie. Loup Gris apprend rapidement ce qui s'est passé, et exige qu'on lui remette l'homme qui a tiré sur son fils. 
Craignant que cet accident ne provoque une guerre, le colonel Appeltown hésite. En effet, le lieutenant est en réalité Georges Appeltown, frère d'Amélie et fils du colonel, qui rechigne par conséquent à envoyer son propre fils au peloton d'exécution. Chesterfield se propose spontanément pour être livré aux Amérindiens, suivi de Blutch, rejoint par le colonel, Tripps, Bryan et par tous les soldats du fort. 
Finalement, le colonel Appeltown parvient à un compromis avec Loup Gris. il se charge de punir personnellement les responsables de l'accident, tout en soignant Lune-d'Argent. Le chef amérindien accepte ces dispositions, à condition que son fils survive. Autrement, ce sera la guerre. 
Comme promis, Appeltown sévit, annule les permissions de Blutch et de Chesterfield, et réaffecte Georges dans le 22e de cavalerie, sous les ordres du capitaine Stark. Tout juste sorti de l'académie de West Point, Georges Appeltown est loin d'être préparé à ce qui l'attend. Amélie supplie le sergent Chesterfield de prendre soin de son frère, le sergent accepte, bien que Georges lui en veuille toujours.
Le long du chemin menant à la bataille, le lieutenant Appeltown blêmit devant les corps désarticulés jonchant les campagnes et les bruits assourdissants des canons. De son côté, Chesterfield autorise exceptionnellement Blutch à ne pas charger avec le régiment, car il ne veut surtout pas que Georges prenne le risque de se faire tuer, estimant qu'Amélie ne le lui pardonnerait jamais. 
Georges refuse de suivre les méthodes de Blutch pour ne pas combattre, et participe à la charge. À la fin de la journée de bataille, il décide de faire de la politique, un domaine bien moins dangereux.
Chesterfield et Blutch reviennent à Fort-Bow pour remettre une lettre de Georges Appeltown à son père et à sa sœur, exprimant son souhait de quitter l'armée. Le Colonel et Amélie imaginent Georges député, tandis que le sergent Chesterfield s'imagine marié à Amélie.

## Personnages
- Sergent Chesterfield : à l'honneur dans cet album, Chesterfield provoque encore bon nombre de problèmes sur son passage et ce, dès sa première soirée à Fort Bow. L'éternel amoureux d'Amélie est en effet frustré de voir qu'elle semble préférer les officiers supérieurs, ce qui l'amène à philosopher d'un ton morne au saloon de la ville, l'amenant presque à vouloir déserter. Fidèle à lui-même, le sergent réussira à la fin à réveiller les hostilités avec les Indiens en tuant le chef d'une troupe de bisons qui servaient à la chasse pour la tribu de Loup Gris.
- Caporal Blutch : il accompagne comme d'habitude le sergent dans ses bêtises, essayant de rectifier les innombrables erreurs du sergent. Blutch aura toutefois fort à faire avec Georges Appeltown, puisqu'il essaiera de lui apprendre comment survivre face aux charges répétées de Stark. Son jeu se retournera cependant contre lui, et il sera contraint de charger sous la menace de se faire tirer dessus par Georges. On peut noter que c'est la première fois dans cet album que les auteurs citent expressément le nom du cheval de Blutch, Arabesque.
- Georges Appeltown : le fils du Commandant vient tout juste de sortir de la prestigieuse académie militaire de West Point, et n'est qu'un simple lieutenant n'ayant encore jamais participé à une seule bataille. Ceci le rend fortement nerveux, ce qui explique peut-être pourquoi il tire sur le fils de Loup Gris, après avoir passé une nuit des plus désagréables. Son arrivée sur le front est donc en soi assez bouleversante pour lui, notamment quand il se met à charger, et réalise que la stratégie enseignée à West Point se heurte à la réalité et à des commandants incompétents qui sacrifient sans vergogne leurs troupes. Ce personnage servira en soi de faire-valoir pour une petite pique acerbe contre un enseignement militaire désuet et inadapté, entièrement théorique, et ne tenant pas compte de la pratique qu'on en fait.
- Le Colonel Appletown, père de Georges et d'Amélie, célèbre les 20 ans de sa fille. Lors de l'incident, il préfère envoyer le sergent Chesterfield se faire tuer.

### Documentation
- Jean Léturgie, « Le Blanc-Bec », Schtroumpfanzine, no 28,‎ mars 1979, p. 24.